# موریس فون هیرش
موریس فون هیرش (آلمانی: Maurice von Hirsch؛ ۹ دسامبر ۱۸۳۱ – ۲۱ آوریل ۱۸۹۶) یک بازرگان و بانکدار اهل آلمان بود. او مبلغ زیادی صرف ایجاد آموزش برای یهودیان اروپا نمود. او مؤسس سازمان کلونیزاسیون یهودی بود که یهودیان را به تعداد زیاد به آرژانتین مهاجرت داد.

## زندگینامه
هیرش در سال ۱۸۳۱ در مونیخ به دنیا آمد. پدربزرگ او اولین یهودی بود که اجازه زمیندار شدن در باواریا پیدا کرده بود. پدر او یک بانکدار یهودی در دربار شاه باواریا بود و در سال ۱۸۶۹ به لقب بارونی رسید. خانواده او نسل به نسل نقش مهمی در بین یهودیان داشتند. در سن ۱۳ سالگی هیرش به بروکسل برای ادامه تحصیل فرستاده شد. او در سن ۱۷ سالگی وارد تجارت شد. در سال ۱۸۵۵ او وارد خانه بانکداری بیشافهایم و گلدشمیت شد. او در این شغل بسیار ثروتمند شد. او در زمینه توسعه راه‌آهن در اتریش، ترکیه و بالکان فعالیت می‌کرد و در زمینه تجارت شکر و مس فعال بود. بزرگترین پروژه او راه‌آهنی بود که وین را به ترکیه متصل می‌کرد. در سال ۱۸۵۵ او با کلارا بیشافهایم دختر جوناتان رافائل بیشافهایم از بروکسل ازدواج کرد و از این ازدواج یک پسر و یک دختر به دنیا آمد. او در سال ۱۸۹۶ در مجارستان درگذشت. در زمان مرگ ثروت او بیش از ۱۸ میلیون پوند انگلستان بود. در زمان مرگ او یکی از پنج فرد ثروتمند اروپا بود.

## فعالیت یهودی
او بیشتر زمان خود را صرف کمک به یهودیان در سرزمینهایی که تحت ظلم قرار داشتند می‌کرد. او به سازمان اتحاد جهانی آلیانس بسیار علاقه‌مند بود و در دو نوبت به این سازمان یک میلیون فرانک کمک کرد. او در سال‌های متمادی کسری بودجه سالیانه مدارس آلیانس را تأمین می‌کرد.
بیشترین کمک مالی او به یهودیان روسیه بود. او به دولت روسیه ۲ میلیون پوند پیشنهاد کرد تا دولت روسیه اجازه دهد در مناطق یهودی‌نشین مدارس سکولار یهودی ایجاد شوند. او سازمان کلونیزاسیون یهودی را ایجاد کرد و مبلغ ۱۰ میلیون پوند به آن کمک کرد. این سازمان زمینهای بسیار زیادی در آرژانتین، کانادا و فلسطین داشت. علاوه بر این، این سازمان ماشین آلات، مدارس، کارخانه‌ها، بانکها و خانه‌های زیادی برای یهودیان داشت. هرش در سال ۱۸۸۱ یک سازمان دیگر در ایالات متحده برای مهاجران یهودی ایجاد نمود. کنیسه بث اسرائیل در هالیفاکس کانادا به نام اصلی جامعه بارون دو هرش شناخته میشد.